# شاخه پزشکی دانشگاه تگزاس

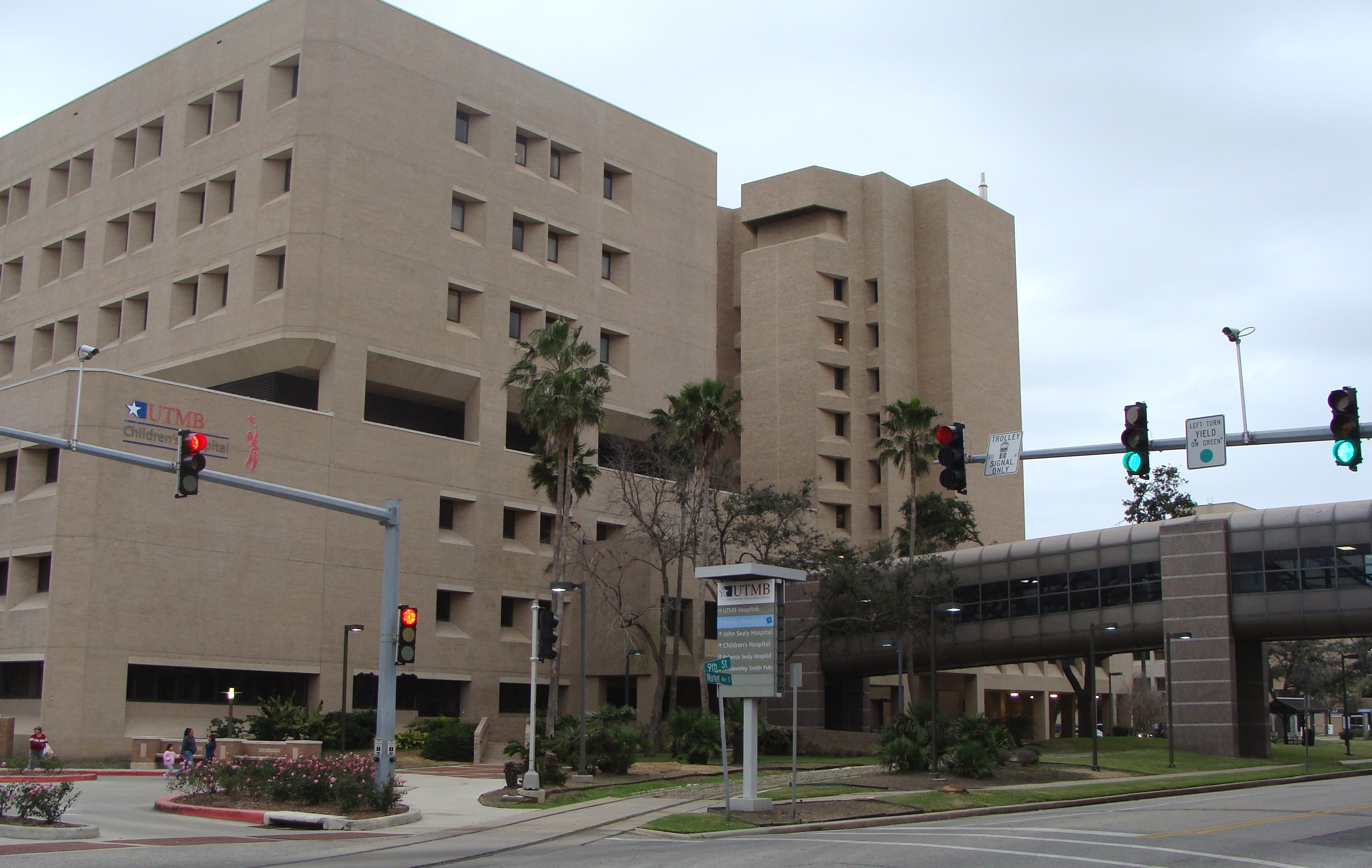
بیمارستان جان سیلی یکی از بیمارستان‌های دانشگاه است.

شاخه پزشکی دانشگاه تگزاس (به انگلیسی: University of Texas Medical Branch) از مراکز معتبر دانشگاهی علوم پزشکی در آمریکا محسوب می‌شود.
این دانشگاه در شهر گلوستون در جنوب هیوستون از ایالت تگزاس واقع است.
این موسسه هشتمین بزرگ‌ترین دانشگاه علوم پزشکی از لحاظ تعداد دانشجوی پزشکی در سطح آمریکا می‌باشد.

## پیشینه
شاخه پزشکی دانشگاه تگزاس قریمیترین دانشگاه علوم پزشکی تگزاس است. این دانشگاه در سال ۱۸۶۵ میلادی با نام گلوستون مدیکال کالج (به انگلیسی: Galveston Medical College) گشایش یافت.
در سال ۱۸۷۳ این موسسه آموزش عالی در حدود ۴۶ دانشجو داشت، و در همان سال به تگزاس مدیکال کالج اند هاسپیتال (به انگلیسی: Texas Medical College and Hospital) تغییر نام داد.
در سال ۱۸۹۱ این دانشگاه عضو سامانه دانشگاه تگزاس گردید.

## نگارخانه

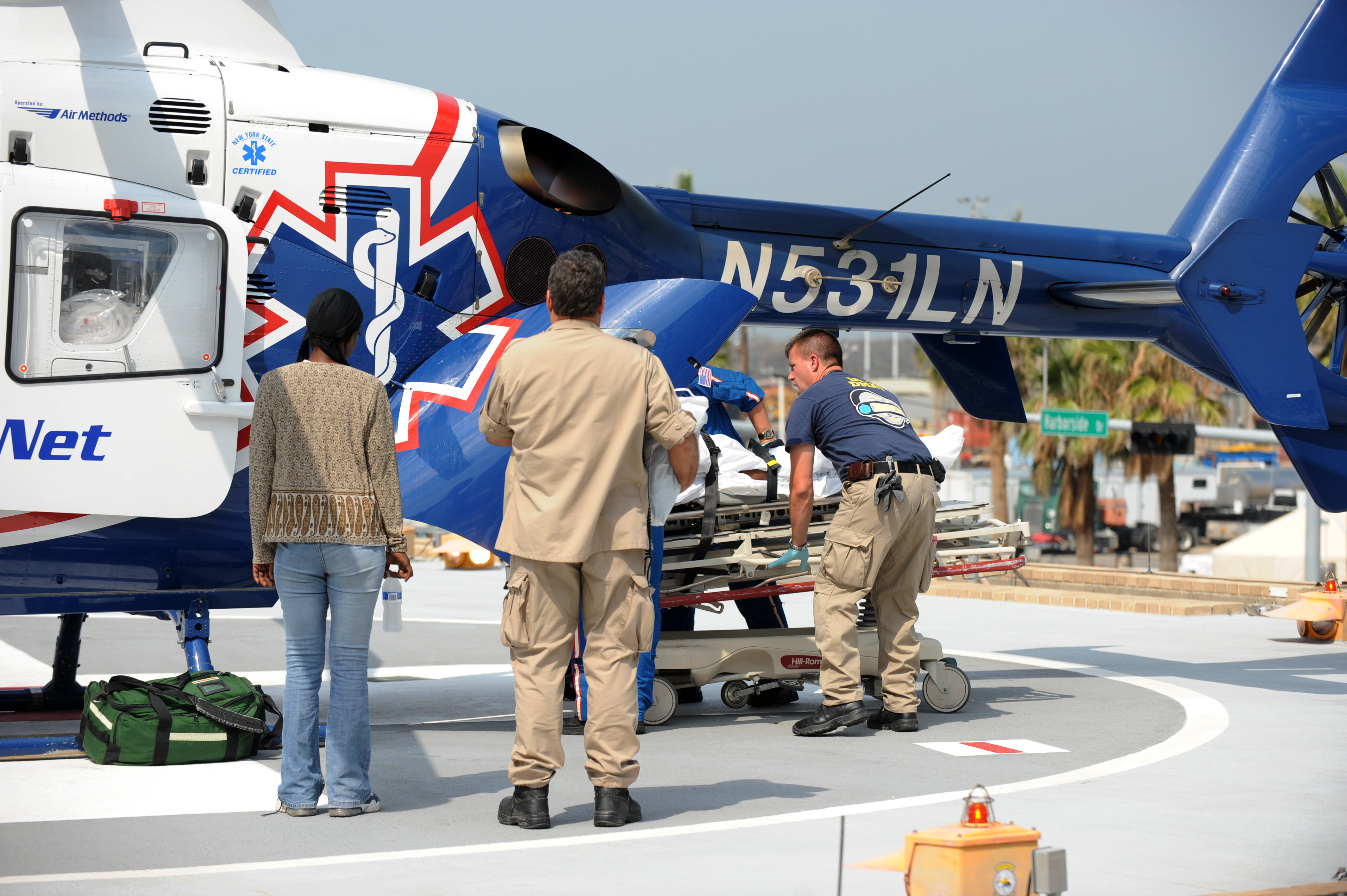
آمبولانس هوایی بیمارستان‌های دانشگاه
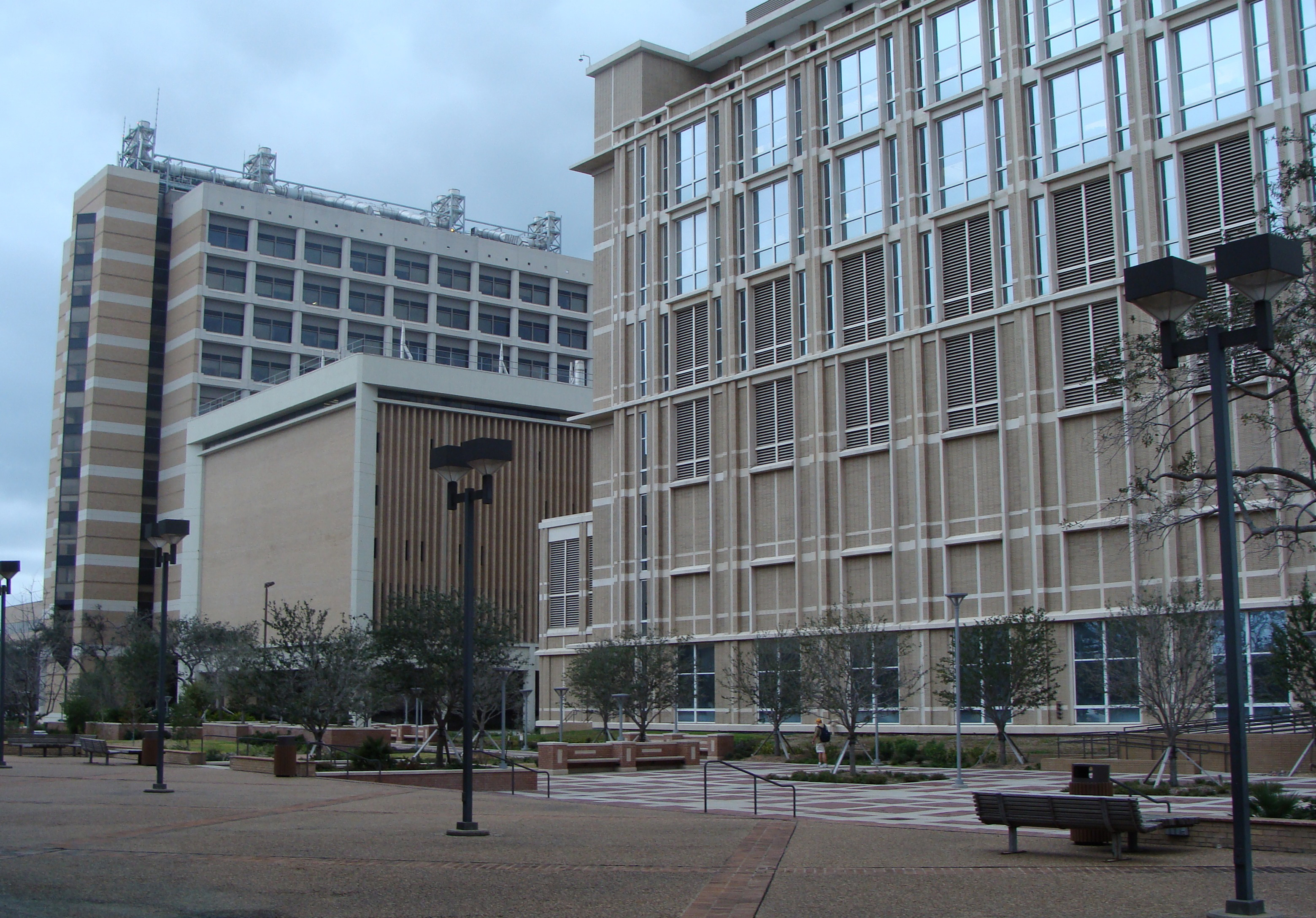
ساختمان آزمایشگاه ملی گلوستون
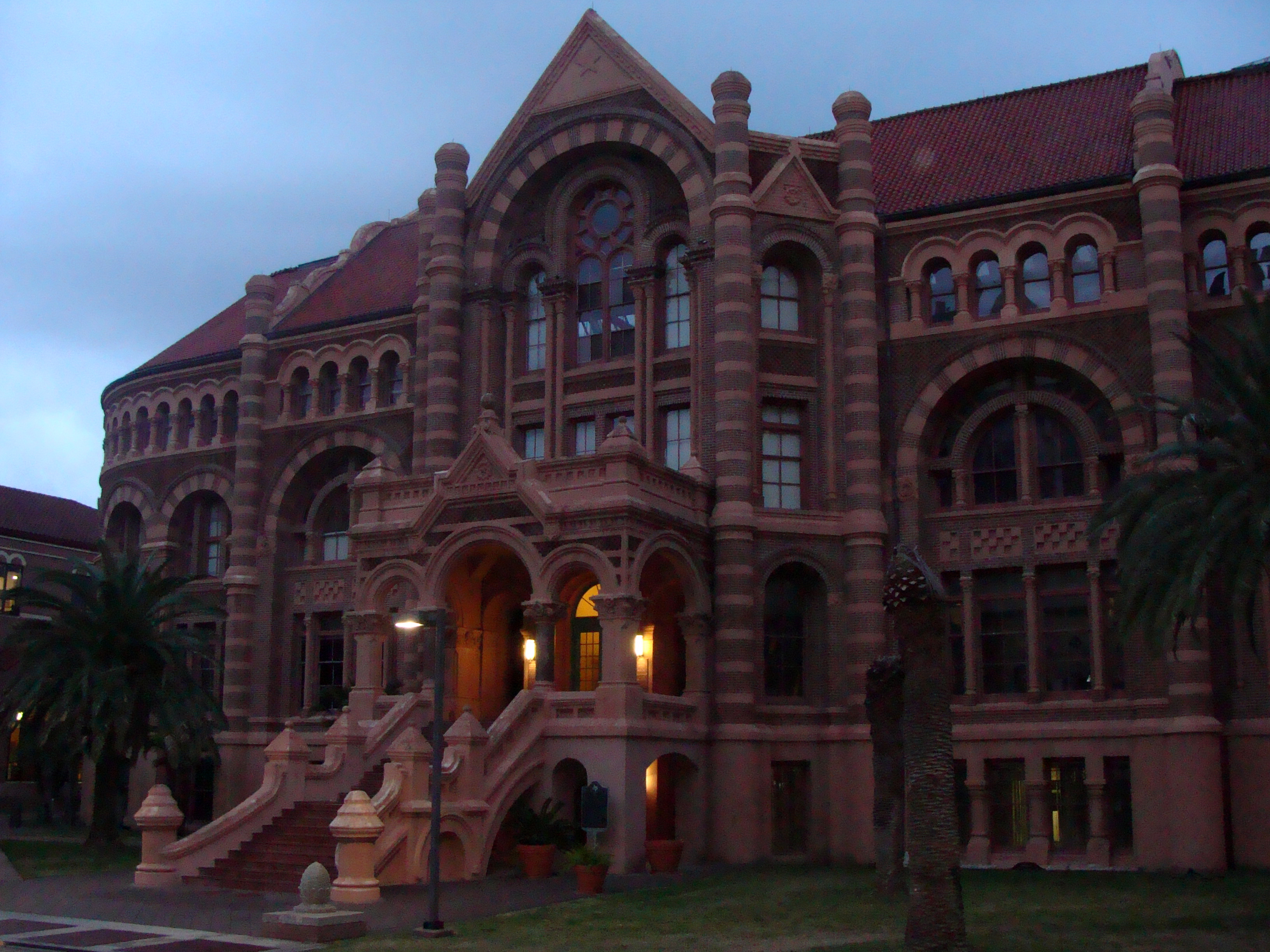
عمارت اشبل اسمیت، ساختمان اداری مرکزی دانشگاه یکی از بناهای تاریخی ثبت شده ایالت تگزاس است.
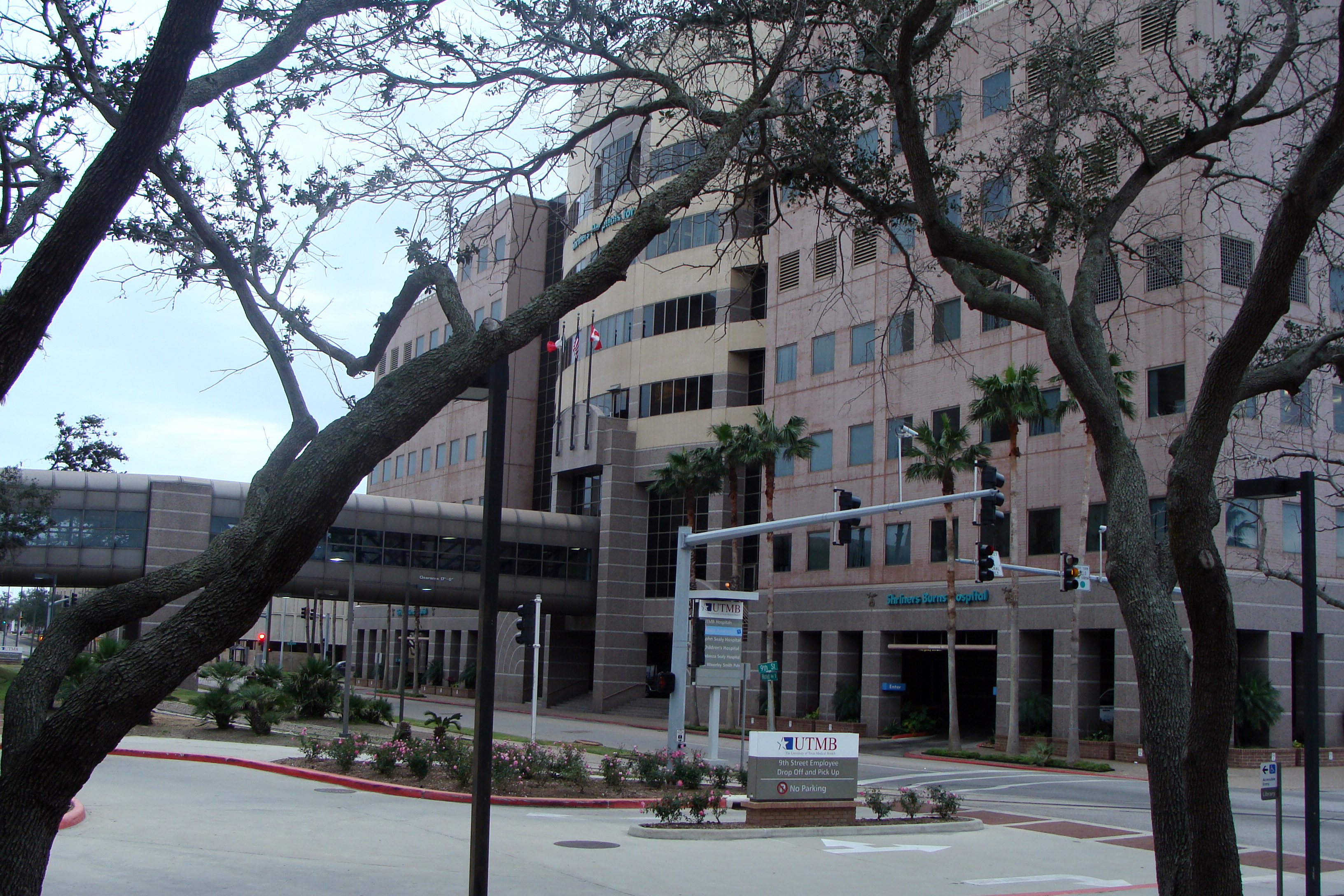
بیمارستان شراینرز کودکان دانشگاه